# نظرية التوازن
نظرية التوازن: ظهرت المفاهيم المُرتبطة بنظرية التوازن لأول مرَّة في دراسة الباحث النمساوي الأمريكي فريتز هيدر، ومن ثم تم تعميم هذه المفاهيم والتوسع بها لاحقاً تحت مُسمَّى (التوازن الهيكلي)، ثم تتالت الدراسات المُتعلِّقة بنظرية التوازن وأهم تطبيقاتها في مختلف المجالات العملية، ومازال الباحثين إلى يومنا هذا يقومون بإجراء دراسات مفصلة عن المجالات التطبيقية التي يمكن إسقاط مفاهيم نظرية التوازن عليها.
وتدَّعي نظرية التوازن أن التراكيب غير المتوازنة مرتبطة بالشعور المزعج للأثر السلبي، وأن هذا الشعور السلبي يقود الناس ليكافحوا من أجل التركيبات المتوازنة وتجنُّب التركيبات غير المتوازنة، وكمثال على التركيب المتوازن هو عندما يُحب صديقك المفضل الموسيقى المفضلة لك، وكمثال على التركيب غير المتوازن هو عندما يكره صديقك المفضل موسيقاك المفضلة، وبحسب نظرية التوازن فالحالة الأولى تجعلك تشعر بالارتياح، بينما الحالة الثانية تخلق توتُّر مزعج، وبالرغم من أن نظرية التوازن طُوِّرت أساساً لتوضيح أنماط العلاقات الشخصية، فإنها أيضاً تُطبَّق في دراسة المواقف والآراء حول الأشياء.